# Unicodeblock Mende-Schrift
Der Unicodeblock Mende-Schrift (engl. Mende Kikakui, U+1E800 bis U+1E8DF) beinhaltet die Schriftzeichen der Mende-Schrift.

## Liste
Die Zeichen U+1E8D0 bis U+1E8D6 haben die bidirektionale Klasse "Markierung ohne Extrabreite", alle anderen die Klasse "rechts nach links".
| Unicodenummer    | Zeichen (400 %) | Kategorie                               | Offizielle Bezeichnung                           | Beschreibung                             |
| ---------------- | --------------- | --------------------------------------- | ------------------------------------------------ | ---------------------------------------- |
| U+1E800 (124928) | 𞠀               | anderer Buchstabe, Silbe oder Ideogramm | MENDE KIKAKUI SYLLABLE M001 KI                   | Mende-Silbe M001 Ki                      |
| U+1E801 (124929) | 𞠁               | anderer Buchstabe, Silbe oder Ideogramm | MENDE KIKAKUI SYLLABLE M002 KA                   | Mende-Silbe M002 Ka                      |
| U+1E802 (124930) | 𞠂               | anderer Buchstabe, Silbe oder Ideogramm | MENDE KIKAKUI SYLLABLE M003 KU                   | Mende-Silbe M003 Ku                      |
| U+1E803 (124931) | 𞠃               | anderer Buchstabe, Silbe oder Ideogramm | MENDE KIKAKUI SYLLABLE M065 KEE                  | Mende-Silbe M065 Kee                     |
| U+1E804 (124932) | 𞠄               | anderer Buchstabe, Silbe oder Ideogramm | MENDE KIKAKUI SYLLABLE M095 KE                   | Mende-Silbe M095 Ke                      |
| U+1E805 (124933) | 𞠅               | anderer Buchstabe, Silbe oder Ideogramm | MENDE KIKAKUI SYLLABLE M076 KOO                  | Mende-Silbe M076 Koo                     |
| U+1E806 (124934) | 𞠆               | anderer Buchstabe, Silbe oder Ideogramm | MENDE KIKAKUI SYLLABLE M048 KO                   | Mende-Silbe M048 Ko                      |
| U+1E807 (124935) | 𞠇               | anderer Buchstabe, Silbe oder Ideogramm | MENDE KIKAKUI SYLLABLE M179 KUA                  | Mende-Silbe M179 Kua                     |
| U+1E808 (124936) | 𞠈               | anderer Buchstabe, Silbe oder Ideogramm | MENDE KIKAKUI SYLLABLE M004 WI                   | Mende-Silbe M004 Wi                      |
| U+1E809 (124937) | 𞠉               | anderer Buchstabe, Silbe oder Ideogramm | MENDE KIKAKUI SYLLABLE M005 WA                   | Mende-Silbe M005 Wa                      |
| U+1E80A (124938) | 𞠊               | anderer Buchstabe, Silbe oder Ideogramm | MENDE KIKAKUI SYLLABLE M006 WU                   | Mende-Silbe M006 Wu                      |
| U+1E80B (124939) | 𞠋               | anderer Buchstabe, Silbe oder Ideogramm | MENDE KIKAKUI SYLLABLE M126 WEE                  | Mende-Silbe M126 Wee                     |
| U+1E80C (124940) | 𞠌               | anderer Buchstabe, Silbe oder Ideogramm | MENDE KIKAKUI SYLLABLE M118 WE                   | Mende-Silbe M118 We                      |
| U+1E80D (124941) | 𞠍               | anderer Buchstabe, Silbe oder Ideogramm | MENDE KIKAKUI SYLLABLE M114 WOO                  | Mende-Silbe M114 Woo                     |
| U+1E80E (124942) | 𞠎               | anderer Buchstabe, Silbe oder Ideogramm | MENDE KIKAKUI SYLLABLE M045 WO                   | Mende-Silbe M045 Wo                      |
| U+1E80F (124943) | 𞠏               | anderer Buchstabe, Silbe oder Ideogramm | MENDE KIKAKUI SYLLABLE M194 WUI                  | Mende-Silbe M194 Wui                     |
| U+1E810 (124944) | 𞠐               | anderer Buchstabe, Silbe oder Ideogramm | MENDE KIKAKUI SYLLABLE M143 WEI                  | Mende-Silbe M143 Wei                     |
| U+1E811 (124945) | 𞠑               | anderer Buchstabe, Silbe oder Ideogramm | MENDE KIKAKUI SYLLABLE M061 WVI                  | Mende-Silbe M061 Wvi                     |
| U+1E812 (124946) | 𞠒               | anderer Buchstabe, Silbe oder Ideogramm | MENDE KIKAKUI SYLLABLE M049 WVA                  | Mende-Silbe M049 Wva                     |
| U+1E813 (124947) | 𞠓               | anderer Buchstabe, Silbe oder Ideogramm | MENDE KIKAKUI SYLLABLE M139 WVE                  | Mende-Silbe M139 Wve                     |
| U+1E814 (124948) | 𞠔               | anderer Buchstabe, Silbe oder Ideogramm | MENDE KIKAKUI SYLLABLE M007 MIN                  | Mende-Silbe M007 Min                     |
| U+1E815 (124949) | 𞠕               | anderer Buchstabe, Silbe oder Ideogramm | MENDE KIKAKUI SYLLABLE M008 MAN                  | Mende-Silbe M008 Man                     |
| U+1E816 (124950) | 𞠖               | anderer Buchstabe, Silbe oder Ideogramm | MENDE KIKAKUI SYLLABLE M009 MUN                  | Mende-Silbe M009 Mun                     |
| U+1E817 (124951) | 𞠗               | anderer Buchstabe, Silbe oder Ideogramm | MENDE KIKAKUI SYLLABLE M059 MEN                  | Mende-Silbe M059 Men                     |
| U+1E818 (124952) | 𞠘               | anderer Buchstabe, Silbe oder Ideogramm | MENDE KIKAKUI SYLLABLE M094 MON                  | Mende-Silbe M094 Mon                     |
| U+1E819 (124953) | 𞠙               | anderer Buchstabe, Silbe oder Ideogramm | MENDE KIKAKUI SYLLABLE M154 MUAN                 | Mende-Silbe M154 Muan                    |
| U+1E81A (124954) | 𞠚               | anderer Buchstabe, Silbe oder Ideogramm | MENDE KIKAKUI SYLLABLE M189 MUEN                 | Mende-Silbe M189 Muen                    |
| U+1E81B (124955) | 𞠛               | anderer Buchstabe, Silbe oder Ideogramm | MENDE KIKAKUI SYLLABLE M010 BI                   | Mende-Silbe M010 Bi                      |
| U+1E81C (124956) | 𞠜               | anderer Buchstabe, Silbe oder Ideogramm | MENDE KIKAKUI SYLLABLE M011 BA                   | Mende-Silbe M011 Ba                      |
| U+1E81D (124957) | 𞠝               | anderer Buchstabe, Silbe oder Ideogramm | MENDE KIKAKUI SYLLABLE M012 BU                   | Mende-Silbe M012 Bu                      |
| U+1E81E (124958) | 𞠞               | anderer Buchstabe, Silbe oder Ideogramm | MENDE KIKAKUI SYLLABLE M150 BEE                  | Mende-Silbe M150 Bee                     |
| U+1E81F (124959) | 𞠟               | anderer Buchstabe, Silbe oder Ideogramm | MENDE KIKAKUI SYLLABLE M097 BE                   | Mende-Silbe M097 Be                      |
| U+1E820 (124960) | 𞠠               | anderer Buchstabe, Silbe oder Ideogramm | MENDE KIKAKUI SYLLABLE M103 BOO                  | Mende-Silbe M103 Boo                     |
| U+1E821 (124961) | 𞠡               | anderer Buchstabe, Silbe oder Ideogramm | MENDE KIKAKUI SYLLABLE M138 BO                   | Mende-Silbe M138 Bo                      |
| U+1E822 (124962) | 𞠢               | anderer Buchstabe, Silbe oder Ideogramm | MENDE KIKAKUI SYLLABLE M013 I                    | Mende-Silbe M013 I                       |
| U+1E823 (124963) | 𞠣               | anderer Buchstabe, Silbe oder Ideogramm | MENDE KIKAKUI SYLLABLE M014 A                    | Mende-Silbe M014 A                       |
| U+1E824 (124964) | 𞠤               | anderer Buchstabe, Silbe oder Ideogramm | MENDE KIKAKUI SYLLABLE M015 U                    | Mende-Silbe M015 U                       |
| U+1E825 (124965) | 𞠥               | anderer Buchstabe, Silbe oder Ideogramm | MENDE KIKAKUI SYLLABLE M163 EE                   | Mende-Silbe M163 Ee                      |
| U+1E826 (124966) | 𞠦               | anderer Buchstabe, Silbe oder Ideogramm | MENDE KIKAKUI SYLLABLE M100 E                    | Mende-Silbe M100 E                       |
| U+1E827 (124967) | 𞠧               | anderer Buchstabe, Silbe oder Ideogramm | MENDE KIKAKUI SYLLABLE M165 OO                   | Mende-Silbe M165 Oo                      |
| U+1E828 (124968) | 𞠨               | anderer Buchstabe, Silbe oder Ideogramm | MENDE KIKAKUI SYLLABLE M147 O                    | Mende-Silbe M147 O                       |
| U+1E829 (124969) | 𞠩               | anderer Buchstabe, Silbe oder Ideogramm | MENDE KIKAKUI SYLLABLE M137 EI                   | Mende-Silbe M137 Ei                      |
| U+1E82A (124970) | 𞠪               | anderer Buchstabe, Silbe oder Ideogramm | MENDE KIKAKUI SYLLABLE M131 IN                   | Mende-Silbe M131 In                      |
| U+1E82B (124971) | 𞠫               | anderer Buchstabe, Silbe oder Ideogramm | MENDE KIKAKUI SYLLABLE M135 IN                   | Mende-Silbe M135 In                      |
| U+1E82C (124972) | 𞠬               | anderer Buchstabe, Silbe oder Ideogramm | MENDE KIKAKUI SYLLABLE M195 AN                   | Mende-Silbe M195 An                      |
| U+1E82D (124973) | 𞠭               | anderer Buchstabe, Silbe oder Ideogramm | MENDE KIKAKUI SYLLABLE M178 EN                   | Mende-Silbe M178 En                      |
| U+1E82E (124974) | 𞠮               | anderer Buchstabe, Silbe oder Ideogramm | MENDE KIKAKUI SYLLABLE M019 SI                   | Mende-Silbe M019 Si                      |
| U+1E82F (124975) | 𞠯               | anderer Buchstabe, Silbe oder Ideogramm | MENDE KIKAKUI SYLLABLE M020 SA                   | Mende-Silbe M020 Sa                      |
| U+1E830 (124976) | 𞠰               | anderer Buchstabe, Silbe oder Ideogramm | MENDE KIKAKUI SYLLABLE M021 SU                   | Mende-Silbe M021 Su                      |
| U+1E831 (124977) | 𞠱               | anderer Buchstabe, Silbe oder Ideogramm | MENDE KIKAKUI SYLLABLE M162 SEE                  | Mende-Silbe M162 See                     |
| U+1E832 (124978) | 𞠲               | anderer Buchstabe, Silbe oder Ideogramm | MENDE KIKAKUI SYLLABLE M116 SE                   | Mende-Silbe M116 Se                      |
| U+1E833 (124979) | 𞠳               | anderer Buchstabe, Silbe oder Ideogramm | MENDE KIKAKUI SYLLABLE M136 SOO                  | Mende-Silbe M136 Soo                     |
| U+1E834 (124980) | 𞠴               | anderer Buchstabe, Silbe oder Ideogramm | MENDE KIKAKUI SYLLABLE M079 SO                   | Mende-Silbe M079 So                      |
| U+1E835 (124981) | 𞠵               | anderer Buchstabe, Silbe oder Ideogramm | MENDE KIKAKUI SYLLABLE M196 SIA                  | Mende-Silbe M196 Sia                     |
| U+1E836 (124982) | 𞠶               | anderer Buchstabe, Silbe oder Ideogramm | MENDE KIKAKUI SYLLABLE M025 LI                   | Mende-Silbe M025 Li                      |
| U+1E837 (124983) | 𞠷               | anderer Buchstabe, Silbe oder Ideogramm | MENDE KIKAKUI SYLLABLE M026 LA                   | Mende-Silbe M026 La                      |
| U+1E838 (124984) | 𞠸               | anderer Buchstabe, Silbe oder Ideogramm | MENDE KIKAKUI SYLLABLE M027 LU                   | Mende-Silbe M027 Lu                      |
| U+1E839 (124985) | 𞠹               | anderer Buchstabe, Silbe oder Ideogramm | MENDE KIKAKUI SYLLABLE M084 LEE                  | Mende-Silbe M084 Lee                     |
| U+1E83A (124986) | 𞠺               | anderer Buchstabe, Silbe oder Ideogramm | MENDE KIKAKUI SYLLABLE M073 LE                   | Mende-Silbe M073 Le                      |
| U+1E83B (124987) | 𞠻               | anderer Buchstabe, Silbe oder Ideogramm | MENDE KIKAKUI SYLLABLE M054 LOO                  | Mende-Silbe M054 Loo                     |
| U+1E83C (124988) | 𞠼               | anderer Buchstabe, Silbe oder Ideogramm | MENDE KIKAKUI SYLLABLE M153 LO                   | Mende-Silbe M153 Lo                      |
| U+1E83D (124989) | 𞠽               | anderer Buchstabe, Silbe oder Ideogramm | MENDE KIKAKUI SYLLABLE M110 LONG LE              | Mende-Silbe M110 Langes Le               |
| U+1E83E (124990) | 𞠾               | anderer Buchstabe, Silbe oder Ideogramm | MENDE KIKAKUI SYLLABLE M016 DI                   | Mende-Silbe M016 Di                      |
| U+1E83F (124991) | 𞠿               | anderer Buchstabe, Silbe oder Ideogramm | MENDE KIKAKUI SYLLABLE M017 DA                   | Mende-Silbe M017 Da                      |
| U+1E840 (124992) | 𞡀               | anderer Buchstabe, Silbe oder Ideogramm | MENDE KIKAKUI SYLLABLE M018 DU                   | Mende-Silbe M018 Du                      |
| U+1E841 (124993) | 𞡁               | anderer Buchstabe, Silbe oder Ideogramm | MENDE KIKAKUI SYLLABLE M089 DEE                  | Mende-Silbe M089 Dee                     |
| U+1E842 (124994) | 𞡂               | anderer Buchstabe, Silbe oder Ideogramm | MENDE KIKAKUI SYLLABLE M180 DOO                  | Mende-Silbe M180 Doo                     |
| U+1E843 (124995) | 𞡃               | anderer Buchstabe, Silbe oder Ideogramm | MENDE KIKAKUI SYLLABLE M181 DO                   | Mende-Silbe M181 Do                      |
| U+1E844 (124996) | 𞡄               | anderer Buchstabe, Silbe oder Ideogramm | MENDE KIKAKUI SYLLABLE M022 TI                   | Mende-Silbe M022 Ti                      |
| U+1E845 (124997) | 𞡅               | anderer Buchstabe, Silbe oder Ideogramm | MENDE KIKAKUI SYLLABLE M023 TA                   | Mende-Silbe M023 Ta                      |
| U+1E846 (124998) | 𞡆               | anderer Buchstabe, Silbe oder Ideogramm | MENDE KIKAKUI SYLLABLE M024 TU                   | Mende-Silbe M024 Tu                      |
| U+1E847 (124999) | 𞡇               | anderer Buchstabe, Silbe oder Ideogramm | MENDE KIKAKUI SYLLABLE M091 TEE                  | Mende-Silbe M091 Tee                     |
| U+1E848 (125000) | 𞡈               | anderer Buchstabe, Silbe oder Ideogramm | MENDE KIKAKUI SYLLABLE M055 TE                   | Mende-Silbe M055 Te                      |
| U+1E849 (125001) | 𞡉               | anderer Buchstabe, Silbe oder Ideogramm | MENDE KIKAKUI SYLLABLE M104 TOO                  | Mende-Silbe M104 Too                     |
| U+1E84A (125002) | 𞡊               | anderer Buchstabe, Silbe oder Ideogramm | MENDE KIKAKUI SYLLABLE M069 TO                   | Mende-Silbe M069 To                      |
| U+1E84B (125003) | 𞡋               | anderer Buchstabe, Silbe oder Ideogramm | MENDE KIKAKUI SYLLABLE M028 JI                   | Mende-Silbe M028 Ji                      |
| U+1E84C (125004) | 𞡌               | anderer Buchstabe, Silbe oder Ideogramm | MENDE KIKAKUI SYLLABLE M029 JA                   | Mende-Silbe M029 Ja                      |
| U+1E84D (125005) | 𞡍               | anderer Buchstabe, Silbe oder Ideogramm | MENDE KIKAKUI SYLLABLE M030 JU                   | Mende-Silbe M030 Ju                      |
| U+1E84E (125006) | 𞡎               | anderer Buchstabe, Silbe oder Ideogramm | MENDE KIKAKUI SYLLABLE M157 JEE                  | Mende-Silbe M157 Jee                     |
| U+1E84F (125007) | 𞡏               | anderer Buchstabe, Silbe oder Ideogramm | MENDE KIKAKUI SYLLABLE M113 JE                   | Mende-Silbe M113 Je                      |
| U+1E850 (125008) | 𞡐               | anderer Buchstabe, Silbe oder Ideogramm | MENDE KIKAKUI SYLLABLE M160 JOO                  | Mende-Silbe M160 Joo                     |
| U+1E851 (125009) | 𞡑               | anderer Buchstabe, Silbe oder Ideogramm | MENDE KIKAKUI SYLLABLE M063 JO                   | Mende-Silbe M063 Jo                      |
| U+1E852 (125010) | 𞡒               | anderer Buchstabe, Silbe oder Ideogramm | MENDE KIKAKUI SYLLABLE M175 LONG JO              | Mende-Silbe M175 Langes Jo               |
| U+1E853 (125011) | 𞡓               | anderer Buchstabe, Silbe oder Ideogramm | MENDE KIKAKUI SYLLABLE M031 YI                   | Mende-Silbe M031 Yi                      |
| U+1E854 (125012) | 𞡔               | anderer Buchstabe, Silbe oder Ideogramm | MENDE KIKAKUI SYLLABLE M032 YA                   | Mende-Silbe M032 Ya                      |
| U+1E855 (125013) | 𞡕               | anderer Buchstabe, Silbe oder Ideogramm | MENDE KIKAKUI SYLLABLE M033 YU                   | Mende-Silbe M033 Yu                      |
| U+1E856 (125014) | 𞡖               | anderer Buchstabe, Silbe oder Ideogramm | MENDE KIKAKUI SYLLABLE M109 YEE                  | Mende-Silbe M109 Yee                     |
| U+1E857 (125015) | 𞡗               | anderer Buchstabe, Silbe oder Ideogramm | MENDE KIKAKUI SYLLABLE M080 YE                   | Mende-Silbe M080 Ye                      |
| U+1E858 (125016) | 𞡘               | anderer Buchstabe, Silbe oder Ideogramm | MENDE KIKAKUI SYLLABLE M141 YOO                  | Mende-Silbe M141 Yoo                     |
| U+1E859 (125017) | 𞡙               | anderer Buchstabe, Silbe oder Ideogramm | MENDE KIKAKUI SYLLABLE M121 YO                   | Mende-Silbe M121 Yo                      |
| U+1E85A (125018) | 𞡚               | anderer Buchstabe, Silbe oder Ideogramm | MENDE KIKAKUI SYLLABLE M034 FI                   | Mende-Silbe M034 Fi                      |
| U+1E85B (125019) | 𞡛               | anderer Buchstabe, Silbe oder Ideogramm | MENDE KIKAKUI SYLLABLE M035 FA                   | Mende-Silbe M035 Fa                      |
| U+1E85C (125020) | 𞡜               | anderer Buchstabe, Silbe oder Ideogramm | MENDE KIKAKUI SYLLABLE M036 FU                   | Mende-Silbe M036 Fu                      |
| U+1E85D (125021) | 𞡝               | anderer Buchstabe, Silbe oder Ideogramm | MENDE KIKAKUI SYLLABLE M078 FEE                  | Mende-Silbe M078 Fee                     |
| U+1E85E (125022) | 𞡞               | anderer Buchstabe, Silbe oder Ideogramm | MENDE KIKAKUI SYLLABLE M075 FE                   | Mende-Silbe M075 Fe                      |
| U+1E85F (125023) | 𞡟               | anderer Buchstabe, Silbe oder Ideogramm | MENDE KIKAKUI SYLLABLE M133 FOO                  | Mende-Silbe M133 Foo                     |
| U+1E860 (125024) | 𞡠               | anderer Buchstabe, Silbe oder Ideogramm | MENDE KIKAKUI SYLLABLE M088 FO                   | Mende-Silbe M088 Fo                      |
| U+1E861 (125025) | 𞡡               | anderer Buchstabe, Silbe oder Ideogramm | MENDE KIKAKUI SYLLABLE M197 FUA                  | Mende-Silbe M197 Fua                     |
| U+1E862 (125026) | 𞡢               | anderer Buchstabe, Silbe oder Ideogramm | MENDE KIKAKUI SYLLABLE M101 FAN                  | Mende-Silbe M101 Fan                     |
| U+1E863 (125027) | 𞡣               | anderer Buchstabe, Silbe oder Ideogramm | MENDE KIKAKUI SYLLABLE M037 NIN                  | Mende-Silbe M037 Nin                     |
| U+1E864 (125028) | 𞡤               | anderer Buchstabe, Silbe oder Ideogramm | MENDE KIKAKUI SYLLABLE M038 NAN                  | Mende-Silbe M038 Nan                     |
| U+1E865 (125029) | 𞡥               | anderer Buchstabe, Silbe oder Ideogramm | MENDE KIKAKUI SYLLABLE M039 NUN                  | Mende-Silbe M039 Nun                     |
| U+1E866 (125030) | 𞡦               | anderer Buchstabe, Silbe oder Ideogramm | MENDE KIKAKUI SYLLABLE M117 NEN                  | Mende-Silbe M117 Nen                     |
| U+1E867 (125031) | 𞡧               | anderer Buchstabe, Silbe oder Ideogramm | MENDE KIKAKUI SYLLABLE M169 NON                  | Mende-Silbe M169 Non                     |
| U+1E868 (125032) | 𞡨               | anderer Buchstabe, Silbe oder Ideogramm | MENDE KIKAKUI SYLLABLE M176 HI                   | Mende-Silbe M176 Hi                      |
| U+1E869 (125033) | 𞡩               | anderer Buchstabe, Silbe oder Ideogramm | MENDE KIKAKUI SYLLABLE M041 HA                   | Mende-Silbe M041 Ha                      |
| U+1E86A (125034) | 𞡪               | anderer Buchstabe, Silbe oder Ideogramm | MENDE KIKAKUI SYLLABLE M186 HU                   | Mende-Silbe M186 Hu                      |
| U+1E86B (125035) | 𞡫               | anderer Buchstabe, Silbe oder Ideogramm | MENDE KIKAKUI SYLLABLE M040 HEE                  | Mende-Silbe M040 Hee                     |
| U+1E86C (125036) | 𞡬               | anderer Buchstabe, Silbe oder Ideogramm | MENDE KIKAKUI SYLLABLE M096 HE                   | Mende-Silbe M096 He                      |
| U+1E86D (125037) | 𞡭               | anderer Buchstabe, Silbe oder Ideogramm | MENDE KIKAKUI SYLLABLE M042 HOO                  | Mende-Silbe M042 Hoo                     |
| U+1E86E (125038) | 𞡮               | anderer Buchstabe, Silbe oder Ideogramm | MENDE KIKAKUI SYLLABLE M140 HO                   | Mende-Silbe M140 Ho                      |
| U+1E86F (125039) | 𞡯               | anderer Buchstabe, Silbe oder Ideogramm | MENDE KIKAKUI SYLLABLE M083 HEEI                 | Mende-Silbe M083 Heei                    |
| U+1E870 (125040) | 𞡰               | anderer Buchstabe, Silbe oder Ideogramm | MENDE KIKAKUI SYLLABLE M128 HOOU                 | Mende-Silbe M128 Hoou                    |
| U+1E871 (125041) | 𞡱               | anderer Buchstabe, Silbe oder Ideogramm | MENDE KIKAKUI SYLLABLE M053 HIN                  | Mende-Silbe M053 Hin                     |
| U+1E872 (125042) | 𞡲               | anderer Buchstabe, Silbe oder Ideogramm | MENDE KIKAKUI SYLLABLE M130 HAN                  | Mende-Silbe M130 Han                     |
| U+1E873 (125043) | 𞡳               | anderer Buchstabe, Silbe oder Ideogramm | MENDE KIKAKUI SYLLABLE M087 HUN                  | Mende-Silbe M087 Hun                     |
| U+1E874 (125044) | 𞡴               | anderer Buchstabe, Silbe oder Ideogramm | MENDE KIKAKUI SYLLABLE M052 HEN                  | Mende-Silbe M052 Hen                     |
| U+1E875 (125045) | 𞡵               | anderer Buchstabe, Silbe oder Ideogramm | MENDE KIKAKUI SYLLABLE M193 HON                  | Mende-Silbe M193 Hon                     |
| U+1E876 (125046) | 𞡶               | anderer Buchstabe, Silbe oder Ideogramm | MENDE KIKAKUI SYLLABLE M046 HUAN                 | Mende-Silbe M046 Huan                    |
| U+1E877 (125047) | 𞡷               | anderer Buchstabe, Silbe oder Ideogramm | MENDE KIKAKUI SYLLABLE M090 NGGI                 | Mende-Silbe M090 Nggi                    |
| U+1E878 (125048) | 𞡸               | anderer Buchstabe, Silbe oder Ideogramm | MENDE KIKAKUI SYLLABLE M043 NGGA                 | Mende-Silbe M043 Ngga                    |
| U+1E879 (125049) | 𞡹               | anderer Buchstabe, Silbe oder Ideogramm | MENDE KIKAKUI SYLLABLE M082 NGGU                 | Mende-Silbe M082 Nggu                    |
| U+1E87A (125050) | 𞡺               | anderer Buchstabe, Silbe oder Ideogramm | MENDE KIKAKUI SYLLABLE M115 NGGEE                | Mende-Silbe M115 Nggee                   |
| U+1E87B (125051) | 𞡻               | anderer Buchstabe, Silbe oder Ideogramm | MENDE KIKAKUI SYLLABLE M146 NGGE                 | Mende-Silbe M146 Ngge                    |
| U+1E87C (125052) | 𞡼               | anderer Buchstabe, Silbe oder Ideogramm | MENDE KIKAKUI SYLLABLE M156 NGGOO                | Mende-Silbe M156 Nggoo                   |
| U+1E87D (125053) | 𞡽               | anderer Buchstabe, Silbe oder Ideogramm | MENDE KIKAKUI SYLLABLE M120 NGGO                 | Mende-Silbe M120 Nggo                    |
| U+1E87E (125054) | 𞡾               | anderer Buchstabe, Silbe oder Ideogramm | MENDE KIKAKUI SYLLABLE M159 NGGAA                | Mende-Silbe M159 Nggaa                   |
| U+1E87F (125055) | 𞡿               | anderer Buchstabe, Silbe oder Ideogramm | MENDE KIKAKUI SYLLABLE M127 NGGUA                | Mende-Silbe M127 Nggua                   |
| U+1E880 (125056) | 𞢀               | anderer Buchstabe, Silbe oder Ideogramm | MENDE KIKAKUI SYLLABLE M086 LONG NGGE            | Mende-Silbe M086 Langes Ngge             |
| U+1E881 (125057) | 𞢁               | anderer Buchstabe, Silbe oder Ideogramm | MENDE KIKAKUI SYLLABLE M106 LONG NGGOO           | Mende-Silbe M106 Langes Nggoo            |
| U+1E882 (125058) | 𞢂               | anderer Buchstabe, Silbe oder Ideogramm | MENDE KIKAKUI SYLLABLE M183 LONG NGGO            | Mende-Silbe M183 Langes Nggo             |
| U+1E883 (125059) | 𞢃               | anderer Buchstabe, Silbe oder Ideogramm | MENDE KIKAKUI SYLLABLE M155 GI                   | Mende-Silbe M155 Gi                      |
| U+1E884 (125060) | 𞢄               | anderer Buchstabe, Silbe oder Ideogramm | MENDE KIKAKUI SYLLABLE M111 GA                   | Mende-Silbe M111 Ga                      |
| U+1E885 (125061) | 𞢅               | anderer Buchstabe, Silbe oder Ideogramm | MENDE KIKAKUI SYLLABLE M168 GU                   | Mende-Silbe M168 Gu                      |
| U+1E886 (125062) | 𞢆               | anderer Buchstabe, Silbe oder Ideogramm | MENDE KIKAKUI SYLLABLE M190 GEE                  | Mende-Silbe M190 Gee                     |
| U+1E887 (125063) | 𞢇               | anderer Buchstabe, Silbe oder Ideogramm | MENDE KIKAKUI SYLLABLE M166 GUEI                 | Mende-Silbe M166 Guei                    |
| U+1E888 (125064) | 𞢈               | anderer Buchstabe, Silbe oder Ideogramm | MENDE KIKAKUI SYLLABLE M167 GUAN                 | Mende-Silbe M167 Guan                    |
| U+1E889 (125065) | 𞢉               | anderer Buchstabe, Silbe oder Ideogramm | MENDE KIKAKUI SYLLABLE M184 NGEN                 | Mende-Silbe M184 Ngen                    |
| U+1E88A (125066) | 𞢊               | anderer Buchstabe, Silbe oder Ideogramm | MENDE KIKAKUI SYLLABLE M057 NGON                 | Mende-Silbe M057 Ngon                    |
| U+1E88B (125067) | 𞢋               | anderer Buchstabe, Silbe oder Ideogramm | MENDE KIKAKUI SYLLABLE M177 NGUAN                | Mende-Silbe M177 Nguan                   |
| U+1E88C (125068) | 𞢌               | anderer Buchstabe, Silbe oder Ideogramm | MENDE KIKAKUI SYLLABLE M068 PI                   | Mende-Silbe M068 Pi                      |
| U+1E88D (125069) | 𞢍               | anderer Buchstabe, Silbe oder Ideogramm | MENDE KIKAKUI SYLLABLE M099 PA                   | Mende-Silbe M099 Pa                      |
| U+1E88E (125070) | 𞢎               | anderer Buchstabe, Silbe oder Ideogramm | MENDE KIKAKUI SYLLABLE M050 PU                   | Mende-Silbe M050 Pu                      |
| U+1E88F (125071) | 𞢏               | anderer Buchstabe, Silbe oder Ideogramm | MENDE KIKAKUI SYLLABLE M081 PEE                  | Mende-Silbe M081 Pee                     |
| U+1E890 (125072) | 𞢐               | anderer Buchstabe, Silbe oder Ideogramm | MENDE KIKAKUI SYLLABLE M051 PE                   | Mende-Silbe M051 Pe                      |
| U+1E891 (125073) | 𞢑               | anderer Buchstabe, Silbe oder Ideogramm | MENDE KIKAKUI SYLLABLE M102 POO                  | Mende-Silbe M102 Poo                     |
| U+1E892 (125074) | 𞢒               | anderer Buchstabe, Silbe oder Ideogramm | MENDE KIKAKUI SYLLABLE M066 PO                   | Mende-Silbe M066 Po                      |
| U+1E893 (125075) | 𞢓               | anderer Buchstabe, Silbe oder Ideogramm | MENDE KIKAKUI SYLLABLE M145 MBI                  | Mende-Silbe M145 Mbi                     |
| U+1E894 (125076) | 𞢔               | anderer Buchstabe, Silbe oder Ideogramm | MENDE KIKAKUI SYLLABLE M062 MBA                  | Mende-Silbe M062 Mba                     |
| U+1E895 (125077) | 𞢕               | anderer Buchstabe, Silbe oder Ideogramm | MENDE KIKAKUI SYLLABLE M122 MBU                  | Mende-Silbe M122 Mbu                     |
| U+1E896 (125078) | 𞢖               | anderer Buchstabe, Silbe oder Ideogramm | MENDE KIKAKUI SYLLABLE M047 MBEE                 | Mende-Silbe M047 Mbee                    |
| U+1E897 (125079) | 𞢗               | anderer Buchstabe, Silbe oder Ideogramm | MENDE KIKAKUI SYLLABLE M188 MBEE                 | Mende-Silbe M188 Mbee                    |
| U+1E898 (125080) | 𞢘               | anderer Buchstabe, Silbe oder Ideogramm | MENDE KIKAKUI SYLLABLE M072 MBE                  | Mende-Silbe M072 Mbe                     |
| U+1E899 (125081) | 𞢙               | anderer Buchstabe, Silbe oder Ideogramm | MENDE KIKAKUI SYLLABLE M172 MBOO                 | Mende-Silbe M172 Mboo                    |
| U+1E89A (125082) | 𞢚               | anderer Buchstabe, Silbe oder Ideogramm | MENDE KIKAKUI SYLLABLE M174 MBO                  | Mende-Silbe M174 Mbo                     |
| U+1E89B (125083) | 𞢛               | anderer Buchstabe, Silbe oder Ideogramm | MENDE KIKAKUI SYLLABLE M187 MBUU                 | Mende-Silbe M187 Mbuu                    |
| U+1E89C (125084) | 𞢜               | anderer Buchstabe, Silbe oder Ideogramm | MENDE KIKAKUI SYLLABLE M161 LONG MBE             | Mende-Silbe M161 Langes Mbe              |
| U+1E89D (125085) | 𞢝               | anderer Buchstabe, Silbe oder Ideogramm | MENDE KIKAKUI SYLLABLE M105 LONG MBOO            | Mende-Silbe M105 Langes Mboo             |
| U+1E89E (125086) | 𞢞               | anderer Buchstabe, Silbe oder Ideogramm | MENDE KIKAKUI SYLLABLE M142 LONG MBO             | Mende-Silbe M142 Langes Mbo              |
| U+1E89F (125087) | 𞢟               | anderer Buchstabe, Silbe oder Ideogramm | MENDE KIKAKUI SYLLABLE M132 KPI                  | Mende-Silbe M132 Kpi                     |
| U+1E8A0 (125088) | 𞢠               | anderer Buchstabe, Silbe oder Ideogramm | MENDE KIKAKUI SYLLABLE M092 KPA                  | Mende-Silbe M092 Kpa                     |
| U+1E8A1 (125089) | 𞢡               | anderer Buchstabe, Silbe oder Ideogramm | MENDE KIKAKUI SYLLABLE M074 KPU                  | Mende-Silbe M074 Kpu                     |
| U+1E8A2 (125090) | 𞢢               | anderer Buchstabe, Silbe oder Ideogramm | MENDE KIKAKUI SYLLABLE M044 KPEE                 | Mende-Silbe M044 Kpee                    |
| U+1E8A3 (125091) | 𞢣               | anderer Buchstabe, Silbe oder Ideogramm | MENDE KIKAKUI SYLLABLE M108 KPE                  | Mende-Silbe M108 Kpe                     |
| U+1E8A4 (125092) | 𞢤               | anderer Buchstabe, Silbe oder Ideogramm | MENDE KIKAKUI SYLLABLE M112 KPOO                 | Mende-Silbe M112 Kpoo                    |
| U+1E8A5 (125093) | 𞢥               | anderer Buchstabe, Silbe oder Ideogramm | MENDE KIKAKUI SYLLABLE M158 KPO                  | Mende-Silbe M158 Kpo                     |
| U+1E8A6 (125094) | 𞢦               | anderer Buchstabe, Silbe oder Ideogramm | MENDE KIKAKUI SYLLABLE M124 GBI                  | Mende-Silbe M124 Gbi                     |
| U+1E8A7 (125095) | 𞢧               | anderer Buchstabe, Silbe oder Ideogramm | MENDE KIKAKUI SYLLABLE M056 GBA                  | Mende-Silbe M056 Gba                     |
| U+1E8A8 (125096) | 𞢨               | anderer Buchstabe, Silbe oder Ideogramm | MENDE KIKAKUI SYLLABLE M148 GBU                  | Mende-Silbe M148 Gbu                     |
| U+1E8A9 (125097) | 𞢩               | anderer Buchstabe, Silbe oder Ideogramm | MENDE KIKAKUI SYLLABLE M093 GBEE                 | Mende-Silbe M093 Gbee                    |
| U+1E8AA (125098) | 𞢪               | anderer Buchstabe, Silbe oder Ideogramm | MENDE KIKAKUI SYLLABLE M107 GBE                  | Mende-Silbe M107 Gbe                     |
| U+1E8AB (125099) | 𞢫               | anderer Buchstabe, Silbe oder Ideogramm | MENDE KIKAKUI SYLLABLE M071 GBOO                 | Mende-Silbe M071 Gboo                    |
| U+1E8AC (125100) | 𞢬               | anderer Buchstabe, Silbe oder Ideogramm | MENDE KIKAKUI SYLLABLE M070 GBO                  | Mende-Silbe M070 Gbo                     |
| U+1E8AD (125101) | 𞢭               | anderer Buchstabe, Silbe oder Ideogramm | MENDE KIKAKUI SYLLABLE M171 RA                   | Mende-Silbe M171 Ra                      |
| U+1E8AE (125102) | 𞢮               | anderer Buchstabe, Silbe oder Ideogramm | MENDE KIKAKUI SYLLABLE M123 NDI                  | Mende-Silbe M123 Ndi                     |
| U+1E8AF (125103) | 𞢯               | anderer Buchstabe, Silbe oder Ideogramm | MENDE KIKAKUI SYLLABLE M129 NDA                  | Mende-Silbe M129 Nda                     |
| U+1E8B0 (125104) | 𞢰               | anderer Buchstabe, Silbe oder Ideogramm | MENDE KIKAKUI SYLLABLE M125 NDU                  | Mende-Silbe M125 Ndu                     |
| U+1E8B1 (125105) | 𞢱               | anderer Buchstabe, Silbe oder Ideogramm | MENDE KIKAKUI SYLLABLE M191 NDEE                 | Mende-Silbe M191 Ndee                    |
| U+1E8B2 (125106) | 𞢲               | anderer Buchstabe, Silbe oder Ideogramm | MENDE KIKAKUI SYLLABLE M119 NDE                  | Mende-Silbe M119 Nde                     |
| U+1E8B3 (125107) | 𞢳               | anderer Buchstabe, Silbe oder Ideogramm | MENDE KIKAKUI SYLLABLE M067 NDOO                 | Mende-Silbe M067 Ndoo                    |
| U+1E8B4 (125108) | 𞢴               | anderer Buchstabe, Silbe oder Ideogramm | MENDE KIKAKUI SYLLABLE M064 NDO                  | Mende-Silbe M064 Ndo                     |
| U+1E8B5 (125109) | 𞢵               | anderer Buchstabe, Silbe oder Ideogramm | MENDE KIKAKUI SYLLABLE M152 NJA                  | Mende-Silbe M152 Nja                     |
| U+1E8B6 (125110) | 𞢶               | anderer Buchstabe, Silbe oder Ideogramm | MENDE KIKAKUI SYLLABLE M192 NJU                  | Mende-Silbe M192 Nju                     |
| U+1E8B7 (125111) | 𞢷               | anderer Buchstabe, Silbe oder Ideogramm | MENDE KIKAKUI SYLLABLE M149 NJEE                 | Mende-Silbe M149 Njee                    |
| U+1E8B8 (125112) | 𞢸               | anderer Buchstabe, Silbe oder Ideogramm | MENDE KIKAKUI SYLLABLE M134 NJOO                 | Mende-Silbe M134 Njoo                    |
| U+1E8B9 (125113) | 𞢹               | anderer Buchstabe, Silbe oder Ideogramm | MENDE KIKAKUI SYLLABLE M182 VI                   | Mende-Silbe M182 Vi                      |
| U+1E8BA (125114) | 𞢺               | anderer Buchstabe, Silbe oder Ideogramm | MENDE KIKAKUI SYLLABLE M185 VA                   | Mende-Silbe M185 Va                      |
| U+1E8BB (125115) | 𞢻               | anderer Buchstabe, Silbe oder Ideogramm | MENDE KIKAKUI SYLLABLE M151 VU                   | Mende-Silbe M151 Vu                      |
| U+1E8BC (125116) | 𞢼               | anderer Buchstabe, Silbe oder Ideogramm | MENDE KIKAKUI SYLLABLE M173 VEE                  | Mende-Silbe M173 Vee                     |
| U+1E8BD (125117) | 𞢽               | anderer Buchstabe, Silbe oder Ideogramm | MENDE KIKAKUI SYLLABLE M085 VE                   | Mende-Silbe M085 Ve                      |
| U+1E8BE (125118) | 𞢾               | anderer Buchstabe, Silbe oder Ideogramm | MENDE KIKAKUI SYLLABLE M144 VOO                  | Mende-Silbe M144 Voo                     |
| U+1E8BF (125119) | 𞢿               | anderer Buchstabe, Silbe oder Ideogramm | MENDE KIKAKUI SYLLABLE M077 VO                   | Mende-Silbe M077 Vo                      |
| U+1E8C0 (125120) | 𞣀               | anderer Buchstabe, Silbe oder Ideogramm | MENDE KIKAKUI SYLLABLE M164 NYIN                 | Mende-Silbe M164 Nyin                    |
| U+1E8C1 (125121) | 𞣁               | anderer Buchstabe, Silbe oder Ideogramm | MENDE KIKAKUI SYLLABLE M058 NYAN                 | Mende-Silbe M058 Nyan                    |
| U+1E8C2 (125122) | 𞣂               | anderer Buchstabe, Silbe oder Ideogramm | MENDE KIKAKUI SYLLABLE M170 NYUN                 | Mende-Silbe M170 Nyun                    |
| U+1E8C3 (125123) | 𞣃               | anderer Buchstabe, Silbe oder Ideogramm | MENDE KIKAKUI SYLLABLE M098 NYEN                 | Mende-Silbe M098 Nyen                    |
| U+1E8C4 (125124) | 𞣄               | anderer Buchstabe, Silbe oder Ideogramm | MENDE KIKAKUI SYLLABLE M060 NYON                 | Mende-Silbe M060 Nyon                    |
| U+1E8C7 (125127) | 𞣇               | anderes Zahlzeichen                     | MENDE KIKAKUI DIGIT ONE                          | Mende-Ziffer Eins                        |
| U+1E8C8 (125128) | 𞣈               | anderes Zahlzeichen                     | MENDE KIKAKUI DIGIT TWO                          | Mende-Ziffer Zwei                        |
| U+1E8C9 (125129) | 𞣉               | anderes Zahlzeichen                     | MENDE KIKAKUI DIGIT THREE                        | Mende-Ziffer Drei                        |
| U+1E8CA (125130) | 𞣊               | anderes Zahlzeichen                     | MENDE KIKAKUI DIGIT FOUR                         | Mende-Ziffer Vier                        |
| U+1E8CB (125131) | 𞣋               | anderes Zahlzeichen                     | MENDE KIKAKUI DIGIT FIVE                         | Mende-Ziffer Fünf                        |
| U+1E8CC (125132) | 𞣌               | anderes Zahlzeichen                     | MENDE KIKAKUI DIGIT SIX                          | Mende-Ziffer Sechs                       |
| U+1E8CD (125133) | 𞣍               | anderes Zahlzeichen                     | MENDE KIKAKUI DIGIT SEVEN                        | Mende-Ziffer Sieben                      |
| U+1E8CE (125134) | 𞣎               | anderes Zahlzeichen                     | MENDE KIKAKUI DIGIT EIGHT                        | Mende-Ziffer Acht                        |
| U+1E8CF (125135) | 𞣏               | anderes Zahlzeichen                     | MENDE KIKAKUI DIGIT NINE                         | Mende-Ziffer Neun                        |
| U+1E8D0 (125136) | 𞣐                | Markierung ohne Extrabreite             | MENDE KIKAKUI COMBINING NUMBER TEENS             | Kombinierte Mende-Zahl Teens (13 bis 19) |
| U+1E8D1 (125137) | 𞣑                | Markierung ohne Extrabreite             | MENDE KIKAKUI COMBINING NUMBER TENS              | Kombinierte Mende-Zahl Zehner            |
| U+1E8D2 (125138) | 𞣒                | Markierung ohne Extrabreite             | MENDE KIKAKUI COMBINING NUMBER HUNDREDS          | Kombinierte Mende-Zahl Hunderter         |
| U+1E8D3 (125139) | 𞣓                | Markierung ohne Extrabreite             | MENDE KIKAKUI COMBINING NUMBER THOUSANDS         | Kombinierte Mende-Zahl Tausender         |
| U+1E8D4 (125140) | 𞣔                | Markierung ohne Extrabreite             | MENDE KIKAKUI COMBINING NUMBER TEN THOUSANDS     | Kombinierte Mende-Zahl Zehntausender     |
| U+1E8D5 (125141) | 𞣕                | Markierung ohne Extrabreite             | MENDE KIKAKUI COMBINING NUMBER HUNDRED THOUSANDS | Kombinierte Mende-Zahl Hunderttausender  |
| U+1E8D6 (125142) | 𞣖                | Markierung ohne Extrabreite             | MENDE KIKAKUI COMBINING NUMBER MILLIONS          | Kombinierte Mende-Zahl Millionen         |